# 다두구

다두 구의 위치

다두구(한국어: 대두구, 중국어: 大肚區, 병음: Dàdù Qū)는 중화민국 타이중시의 시할구이다. 넓이는 37.0024km2이고, 인구는 2015년 8월 기준으로 56,519명이다.

## 교통
- 타이완 철로관리국 해안선
- 국도 1호선
- 국도 3호선

## 같이 보기
- 타이중시